# 604 هـ
604 هـ هي سنة في التقويم الهجري امتدت مقابلةً في التقويم الميلادي بين سنتي 1207 و1208.

## مواليد
- جلال الدين الرومي
- ابن واصل
- مالك بن المرحل السبتي
- محمد بن علي بن محمود كمال الدين بن الصابوني

## وفيات
- ابن أبي الركب
- فخر الدين الرازي